# Ingenuïtat
Ingenuïtat és la condició o personalitat de qui és ingenu (del llatí ingenuus, 'natural', 'indígena', 'nascut lliure', a la vegada derivat de gignere, 'donar naixement', de l'arrel indoeuropea *genə-). Històricament, s'identificava l'ingenu amb la condició de l'home lliure, en contraposició al serf o, en alguns casos amb la condició de noblesa. També indica absència o manca de malícia i d'experiència, una deficient comprensió o intel·ligència i l'absència de sofisticació, així com presència de sinceritat, innocència, senzillesa, puresa, candor o candidesa (com reflecteixen els tipus literaris del Càndid, fixat per Voltaire, o d'en Manelic, creat per Guimerà a Terra baixa).